# NGC 5206
NGC 5206 је спирална галаксија у сазвежђу Кентаур која се налази на NGC листи објеката дубоког неба.
Деклинација објекта је - 48° 9' 7" а ректасцензија 13h 33m 43,8s. Привидна величина (магнитуда) објекта NGC 5206 износи 10,6 а фотографска магнитуда 11,6. NGC 5206 је још познат и под ознакама ESO 220-18, PGC 47762.